# Rodrigo Aguirre de Cárcer
Rodrigo Aguirre de Cárcer y García del Arenal (Madrid, 13 de abril de 1951) es un diplomático español, embajador de España en Croacia entre 2010 y 2014, tras sustituir a Manuel Salazar Palma.
Es hijo de Nuño Aguirre de Cárcer. Licenciado en Filosofía y Letras, ingresó en 1977 en la carrera diplomática. Estuvo destinado en las representaciones diplomáticas españolas en Ghana, Filipinas, Estados Unidos y Sudáfrica. Fue subdirector general de Cooperación Aérea, Marítima y Terrestre, consejero Cultural en la Embajada de España en Buenos Aires donde también dirigió el Centro Cultural de la Agencia Española de Cooperación Internacional. En 1999 fue nombrado cónsul General de España en Chicago y posteriormente, vocal asesor en el Gabinete Técnico del subsecretario de Asuntos Exteriores y en Presidencia del Gobierno. Desde 2006 hasta 2010 fue segundo jefe en la Embajada de España en Buenos Aires. Desde 2010 hasta 2014 fue embajador en Croacia. 